# 薄膜集積回路
薄膜集積回路（はくまくしゅうせきかいろ）とは、基板に真空蒸着で抵抗素子やコンデンサを形成してトランジスタと組み合わせた集積回路（IC)。
初期の集積回路の概念は、モノリシックICというより後のハイブリッドICに近いものとされる。RCAのマイクロモジュール、ウェスティングハウス・エレクトリックのモレキュラーエレクトロニクス、TIのソリッドステートサーキットなどが例に挙げられる。